# Veľká Lodina
Veľká Lodina é um município da Eslováquia, situado no distrito de Košice-okolie, na região de Košice. Tem 19,72 km² de área e sua população em 2018 foi estimada em 294 habitantes.

## Demografia
| Ano:        | 1994 | 2004    | 2014   | 2024    |
| ----------- | ---- | ------- | ------ | ------- |
| Broj ljudi: | 226  | 253     | 274    | 321     |
| Razlika:    |      | +11,94% | +8,30% | +17,15% |

| Ano:               | 2023 | 2024   |
| ------------------ | ---- | ------ |
| Número de pessoas: | 318  | 321    |
| Diferença:         |      | +0,94% |